# Просвирнин, Иван Никандрович
Ива́н Ника́ндрович Просви́рнин (9 апреля 1928, село Оксино — 26 марта 2006, Мариуполь) — советский и украинский общественный деятель, краевед и путешественник, капитан первого ранга.

## Биография
Окончил Оксинскую среднюю школу.
С 1933 года жил в Нарьян-Маре. В 1942—1943 годах — матрос гидрографических кораблей Печорско-Новоземельского гидрографического района Северного флота.
В 1943—1944 годах — помощник капитана, а затем капитан Печорской МРС. В 1944—1946 годах — матрос, а затем штурман тральщика Мурманской базы военизированного тралфлота.
В 1949 году окончил Севастопольское военно-морское училище, в 1955 году — штурманский факультет Высших специальных офицерских классов ВМФ.
В 1950 году — штурман отряда Архангельской морской экспедиции по проводке речных судов в Сибирь. В 1950—1954 годах — штурман, помощник командира, командир тральщика, дивизионный штурман дивизиона торпедных катеров.
В 1956—1965 годах — начальник штаба дивизиона тральщиков Северного флота. В 1965—1969 годах — командир ракетно-испытательного комплекса атомных ракетных подводных лодок. В 1969—1979 годах — начальник Мариупольской образцовой морской школы.
Секретарь Мариупольского городского Совета по оборонно-массовой работе.
С 1985 по 1987 год — основатель и первый директор музея Фёдора Абрамова на родине писателя в деревне Веркола.
Автор проекта музея городища Пустозерск (1989 год, проект не осуществлён). Инициатор создания музея-заповедника «Пустозерск»
С 1989 года — председатель совета Мариупольского историко-патриотического клуба «Родина». Инициатор заключения договора о побратимских отношениях городов Нарьян-Мара и Мариуполя в 1992 году.
Иван Просвирнин скончался 26 марта 2006 года, в возрасте 77 лет. Похоронен на Старокрымском кладбище Мариуполя.

## Экспедиции
За 30 лет после отставки Просвирнин организовал более ста экспедиций на шлюпках, яхтах, катерах по Азово-Черноморью, и Северо-Западу России. В 1978 году поход на боте «Патриот» — из Мариуполя в Северодвинск. В июле 1981 года руководитель экспедиции «Печора-81» к истокам Печоры. Экспедиция нашла родник, дающий начало реке Печора. По инициативе Просвирнина в этом месте установлена памятная чугунная доска с надписью «Отсюда начинается великая северная река Печора».
В 1984 году Просвирнин возглавил яхтенный переход от Азовского до Белого моря с доставкой памятной чугунной плиты в честь 400-летия Архангельска.
В 1991—1992 годах — руководитель экспедиции «Ушкуйники» по рекам: Волхов — Свирь — Онега — Северная Двина — Пинега — Кулой — Мезень — Цильма — Печора.